# Eigenmannia
Genre
Eigenmannia est un genre de poissons gymnotiformes de la famille des Sternopygidae. 

## Distribution
Les espèces de ce genre se rencontrent en Amérique du Sud.

## Description
Ce sont des poissons électriques.

## Liste des espèces
Selon FishBase (4 juin 2010) :
- Eigenmannia humboldtii (Steindachner, 1878)
- Eigenmannia limbata (Schreiner & Miranda Ribeiro, 1903)
- Eigenmannia macrops (Boulenger, 1897)
- Eigenmannia microstoma (Reinhardt, 1852)
- Eigenmannia nigra Mago-Leccia, 1994
- Eigenmannia trilineata López & Castello, 1966
- Eigenmannia vicentespelaea Triques, 1996
- Eigenmannia virescens (Valenciennes, 1836)

## Publication originale
- Jordan & Evermann, 1896 : The fishes of North and Middle America: a descriptive catalogue of the species of fish-like vertebrates found in the waters of North America, north of the Isthmus of Panama. Part I. Bulletin of the United States National Museum, n. 47, p. 1-1240.